# Jüdischer Friedhof Waidhofen an der Thaya

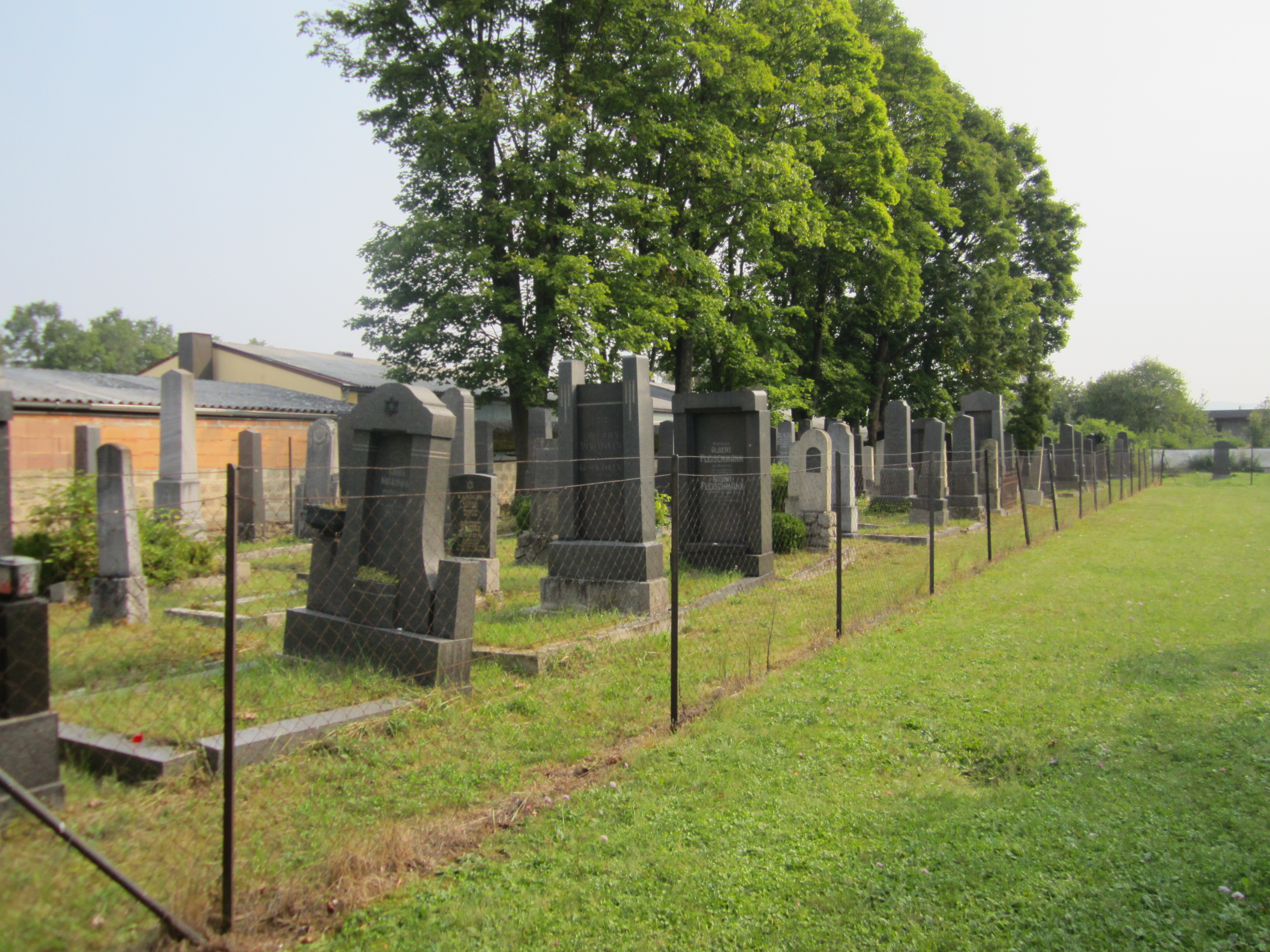
Jüdischer Friedhof

Der Jüdische Friedhof Waidhofen an der Thaya steht an der Moritz Schadekgasse in der Stadtgemeinde Waidhofen an der Thaya im Waldviertel in Niederösterreich. Der Friedhof hat eine Fläche von 1203 m². Bis 1938 wurden 117 bzw. 171 Gräber angelegt.

## Geschichte
Der jüdische Friedhof wurde 1892 gegenüber vom städtischen Friedhof Waidhofen an der Thaya angelegt. Das Eingangsportal mit Bronzetoren wurde vom Baumeister Johann Freiberger aus Groß Siegharts errichtet, aber 1938 entfernt.